# Ginka Zagortjeva
Ginka Zagortjeva-Bojtjeva (bulgariska: Гинка Загорчева-Бойчева), född den 12 april 1958, Plovdiv, Bulgarien, är en bulgarisk före detta friidrottare som tävlade i häcklöpning. 

## Karriär
Zagortjevas genombrott kom när hon vid VM 1983 i Helsingfors slutade på tredje plats på 100 meter häck på tiden 12,62 slagen endast av östtyskorna Bettine Jahn och Kerstin Knabe. Nästa mästerskap för Zagortseva var EM i friidrott inomhus 1985 där hon på tiden 8,02 på 60 meter häck slutade tvåa efter Cornelia Oschkenat. 
1986 deltog hon vid EM i Stuttgart där hon blev trea på 100 meter häck med tiden 12,70 slagen av landsmannen Jordanka Donkova och Oschkenat.  
Hennes bästa år som friidrottare var 1987 då hon dels blev bronsmedaljör på EM inomhus på tiden 7,92. Dessutom blev hon även bronsmedaljör vid VM inomhus på tiden 7,99. Senare samma år deltog hon vid VM i Rom där hon vann guld på tiden 12,34.  Senare samma år slog hon även världsrekordet på 100 meter häck när hon sprang på 12,25. 
Hennes sista mästerskap blev EM 1990 i Split där hon slutade sexa i finalen på tiden 13,02.